# Rhagomys rufescens
Rhagomys rufescens là một loài động vật có vú trong họ Cricetidae, bộ Gặm nhấm. Loài này được Thomas mô tả năm 1886.
Loài này được tìm thấy trong rừng Đại Tây Dương của đông nam Brazil, thường gần với bụi tre trúc. Loài này có thể được phân biệt với Rhagomys longilingua, một trong hai loài trong chi của nó, bởi đặc điểm không có những cái gai trong lông. Trước đây được cho là đã tuyệt chủng sau khi không nhìn thấy được ghi nhận trong hơn 100 năm, loài này từ đó đã được tìm thấy trong bốn địa phương. Tuy nhiên, loài này không phổ biến ở đâu cả, và tất cả những địa điểm sinh sống của chúng đều là những mảnh rừng, nạn phá rừng đang diễn ra đe dọa sự sống còn của chúng. Đối với những lý do này, Liên minh Quốc tế Bảo tồn Thiên nhiên đã đánh giá tình trạng bảo tồn của chúng là "loài sắp bị đe dọa".